# 玛丽亚·弗拉基米罗芙娜·沃龙佐娃
玛丽亚·弗拉基米罗芙娜·沃龙佐娃（羅馬化：Mariya Vladimirovna Vorontsova；1985年4月28日—），婚前姓普京娜（Путина，羅馬化：Putina），曾用名玛丽亚·法森，是俄罗斯总统弗拉基米尔·普京的长女，儿童内分泌科医生。

## 早年

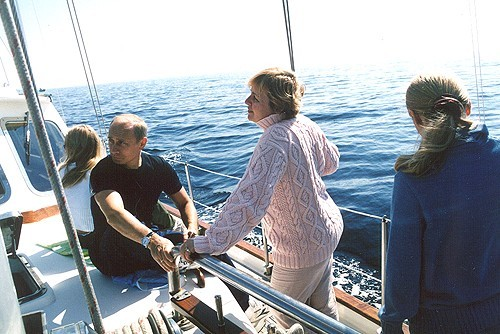
2002年普京一家在滨海边疆区游玩的合照，从左到右为普京小女儿卡捷琳娜、普京本人、普京妻子柳德米拉、普京大女儿玛丽亚。

1985年4月28日，玛丽亚在俄罗斯苏维埃联邦社会主义共和国列宁格勒（今俄罗斯圣彼得堡）出生，是弗拉基米尔·普京和柳德米拉·普京娜的长女。1980年代，玛丽亚随家人来到东德德累斯顿，在当地的德国学校读书。1991年随家人回到列宁格勒后，玛丽亚在圣彼得堡的德语文理中学彼得学院（俄语：Петершуле）读书。后来控制了圣彼得堡能源贸易的坦波夫帮引爆当地的帮派战争，普京担心两个女儿的安全，安排前史塔西特工马蒂亚斯·沃尼格作为法定监护人，吩咐他把她们送到德国。沃尼格和普京同属被派驻到德累斯顿的克格勃小队，后来在圣彼得堡成立了德累斯顿银行的分行。
1995年，玛丽亚在俄罗斯驻汉堡总领事赞助的外交早餐会上演奏小提琴。一家人搬到莫斯科后，玛丽亚就读于德国驻俄罗斯大使馆为外交官孩子开设的莫斯科德国学校。经过11年的学习，玛丽亚从学校毕业。三年后，玛丽亚开始大学生涯，与卡捷琳娜一起成为大一新生。

## 研究
玛丽亚在圣彼得堡国立大学研究生物学，2011年从莫斯科国立大学医学系毕业。在导师伊万·伊万诺维奇·杰多夫的指导下，玛丽亚在莫斯科内分泌研究中心担任博士生。该研究所由杰多夫主导，慈善组织阿尔法恩多（Alfa-Endo）运营，专门研究内分泌疾病（阿尔法恩多由彼得·奥列戈维奇·阿文和米哈伊尔·弗里德曼的阿尔法银行成立）。
2013年到2015年，玛丽亚与他人共同发表五项研究，其中一项是“活动性肢端肥大症患者血液抗氧化系统状况”。2015年，玛丽亚写了一本关于儿童特发性发育迟缓的著作。外界认为玛丽亚是普京的基因工程事务顾问，特别是运用CRISPR技术创造基因工程婴儿方面。

## 制裁
2022年4月6日，针对俄罗斯入侵乌克兰的行动，美国宣布制裁普京的家人，玛丽亚作为普京长女名列其中。美国财政部在声明中表示：“沃龙佐娃率领的政府资助项目从克里姆林宫获取数十亿美元的款项，专注于基因研究，受普京亲自监督。”4月8日，英国和欧洲联盟跟進制裁玛丽亚。4月12日，日本跟進制裁。4月19日，加拿大跟進制裁。

## 个人生活
2008年夏季，玛丽亚与荷兰富商乔里特·法森在荷兰瓦瑟纳尔结婚。两人的儿子于2012年8月出生。2013年，两人住在福尔斯霍滕最高住宅楼的空中别墅。2014年，荷兰居民就乌克兰亲俄叛军击落马来西亚航空17号班机空难要求驱逐玛丽亚。2015年，夫妇俩据报住在莫斯科。2022年，玛丽亚与法森據信已离婚。目前玛丽亚改嫁俄罗斯石油公司诺瓦泰克的高管叶夫根尼·纳戈尔内（Евгений Нагорный），2017年4月生下儿子。

## 延伸阅读
- Belton, Catherine. . Farrar, Straus, Giroux. 2020. ISBN 978-0374238711.
- Dawisha, Karen. . Simon & Schuster. 2014. ISBN 978-1-4767-9519-5.
- Pietsch, Irene.  [Delicate friendships: With the Putins' Russia Experience]. Wien: Molden Wien/BRO. 2001. ISBN 978-3854850595 （德语）.
- Питч, Ирен (Pietsch, Irene).   [Spicy friendship: my friend Lyudmila Putina, her family and other comrades]. Захаров. 2002. ISBN 5-8159-0181-4 （俄语）.